# پیز سورلج
پیز سورلج (به لاتین: Piz Surlej) یک کوه در سوئیس است که در کانتون گراوبوندن واقع شده‌است. پیز سورلج ۳٬۱۸۸ متر بالاتر از سطح دریا واقع شده‌است.